# Замехов
Замехов (укр. Заміхів) — село в Новоушицком районе Хмельницкой области Украины.

## История
В июле 1995 года Кабинет министров Украины утвердил решение о приватизации находившегося здесь совхоза "Прогресс".
Население по переписи 2001 года составляло 757 человек.

## Местный совет
32630, Хмельницкая обл., Новоушицкий р-н, с. Замехов